# Le Docteur Ox

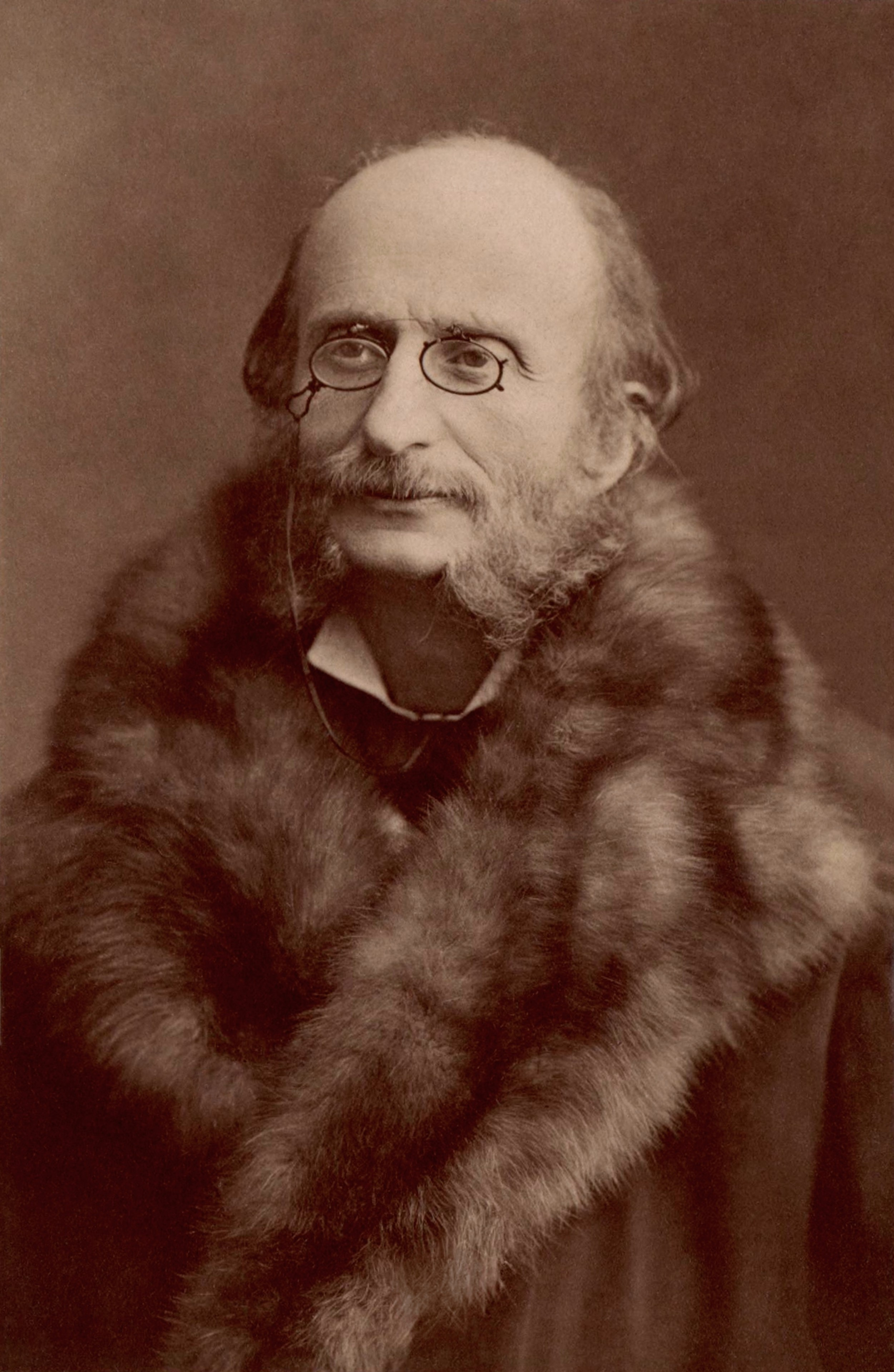
Jacques Offenbach

Le Docteur Ox är en opéra bouffe (operett) i tre akter och sex tablåer med musik av Jacques Offenbach och libretto av Arnold Mortier och Philippe Gille efter Jules Vernes kortroman Ett experiment av D:r Ox från 1872.

## Historia
Offenbach hade redan 1875 tonsatt ett verk av Verne, Le Voyage dans la lune. Verne hade dessutom medverkat som librettist för flera operor på Théâtre Lyrique och Bouffes-Parisiens åren 1853 till 1855. Vad gäller Le Docteur Ox samarbete Verne mer intimt med Offenbach och dennes librettister, och närvarade vid flera av repetitionerna. En första genomläsning ägde rum den 18 november 1876 och under repetitionsarbetet utökades antalet scener från fyra till sex.
Till skillnad från Vernes originalhistoria förekom det kärlek i form av Prascovia, en fästmö till Ox, och ett förhållande mellan Suzel och Frantz. Offenbach krävde många specialeffekter såsom en preparerad hävert, som skulle avge ljud av utsläppt gas, klockor och ett brassband till kermesserna. Allt skapade en ansträngd spänning mellan Offenbach och teaterdirektören Bertrand.
Operetten tillkom under en svår tid för Offenbach. Nyss hemkommen från USA i mitten av februari 1877 utsattes han för våldsamma attacker och anklagades för att ha "förolämpat Frankrike" av tidningen Le Siècle. I en osignerad artikel förvånas tidningen över att den parisiska allmänheten kunde "föreställa sig att en tysk jude representerar det gamla franska gardet". Upphovsman till artikeln visade sig vara senatorn Lucien Arbel  och affären kom att plockas upp av många tidningar. Offenbach försvarade sig i åtskilliga artiklar, men de våldsamma attackerna lugnade inte ned sig förrän i mitten av mars.
Le Docteur Ox hade premiär den 26 januari 1877 på Théâtre des Variétés i Paris. Efter 40 föreställningar hade stycket förlorat sin lyskraft och ersattes av en nyuppsättning av La Périchole den 9 mars. Men vid premiären buade delar av publiken ut föreställningen medelst visselpipor, troligen en konsekvens av den lynchartade stämningen i pressen: uppsättningen av Offenbachs nästa operett, Maître Péronilla, kom därmed att försenas i mer än ett år.
Verket är tillägnat föreställningens stjärna Anna Judic. Hon var i sin entré klädd precis som i Henri Regnaults målning "Salomé" från 1870.
En engelskspråkig burleskversion, Oxygen, framfördes i både Storbritannien och USA i slutet av 1800-talet.

## Personer

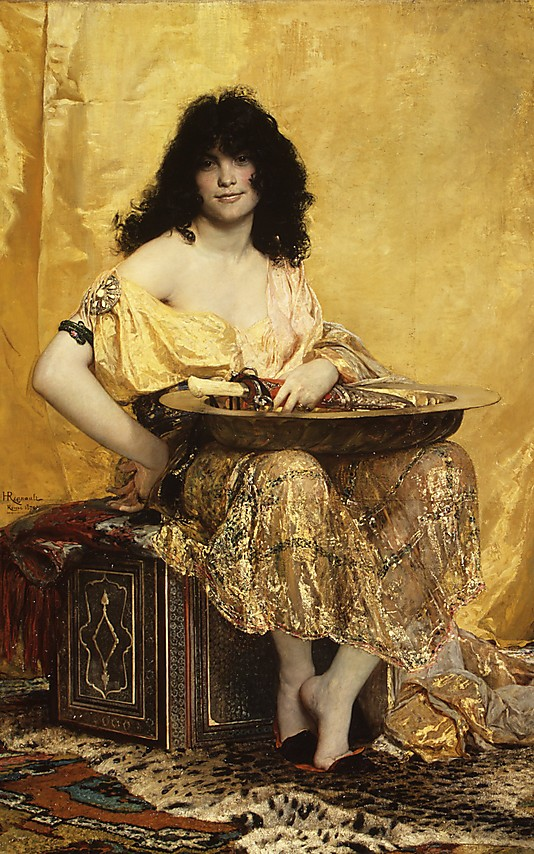
Henri Regnault, Salomé, 1870, Metropolitan Museum of Art

| Roller                                                   | Röststämma  | Premiärbesättning 26 januari 1877 (Dirigent: Thibault) |
| -------------------------------------------------------- | ----------- | ------------------------------------------------------ |
| Le Docteur Ox, en dansk uppfinnare                       | tenor       | José Dupuis                                            |
| Van Tricasse                                             | tenor       | Étienne Pradeau                                        |
| Ygène                                                    | tenor       | Léonce                                                 |
| Prascovia                                                | mezzosopran | Anna Judic                                             |
| Mme Van Tricasse                                         | mezzo       | Aline Duval                                            |
| Niklausse                                                | baryton     | Baron                                                  |
| Frantz, son till Josse                                   | tenor       | Cooper                                                 |
| Schahoura                                                | baryton     | Dailly                                                 |
| Josse                                                    | tenor       | Alexandre Guyon                                        |
| Koukouma                                                 | tenor       | Emmanuel                                               |
| Kasbech                                                  | bas         | Daniel Bac                                             |
| Mozdock                                                  | tenor       | Hamburger                                              |
| Ararat                                                   | tenor       | Germain                                                |
| Le Grand Personnage                                      |             | Bourdeille                                             |
| Lotché                                                   | sopran      | Angèle                                                 |
| Suzel                                                    | sopran      | Baumaine                                               |
| Alda                                                     | sopran      | Stella                                                 |
| Naya                                                     | sopran      | de Vaure                                               |
| Hilda                                                    | sopran      | Esquirol                                               |
| Kör Grannar, zigenare, arbetare, invånare i Quiquendonne |             |                                                        |

## Handling

### Akt I
Monsieur von Tricasse är borgmästare i Quiquendone, en fridfull stad där saker och ting tar tiofalt längre att utföra än normalt. Dr Ox har noterat att bristen på syre orsakar denna långsamhet och besvärar invånarna på många andra sätt. I sitt torn håller han nu på med att uppfinna en ny gas, vilken invånarna tror ska bringa lycka till staden medan han själv hoppas den ska liva upp och pigga upp dem. Tjänaren Lotché är opåverkad av den allmänna trögheten och retar Frantz (som är förälskad i Tricasses dotter Suzel), som i tre år har försökt få dr Oxs tillåtelse att gifta sig. Von Tricasse, Niklausse och Josse begrundar stadens finanser och den gas som dr Ox ska lysa upp staden med. De besöker laboratoriet tillsammans med dignitärer från grannstaden Virgamen. Prinsessan Prascovia och Schahoura anländer utklädda till zigenare och ber om tillstånd att få stanna i staden under festivalen. Dr Ox och assistenten Ygène kommer in. Ox blir förfärad när han ser Prascovia: de var tidigare förlovade, men på bröllopsdagen smet han.
Ox och Ygène förbereder experimentet. Prascovia, Schahoura och zigenarna anländer, redo för hämnd. Prascovia svär att hon ska ha Ox även om han smet från deras bröllop. Prascovia och Schahoura konfronterar Ox men han förhalar situationen till övermorgon - då han räknar med att bli utkastad från staden. Folket vill nu se Oxs gas. Ljus och gas får alla att bete sig mer livligt. von Tricasse attraheras av Lotché och madame von Tricasse faller för Niklausse. Prascovia försöker avslöja Ox som en andra rangens Don Juan, men ingen lyssnar på henne.

### Akt II
Förklädda till köpmän intrigerar zigenarna mot dr Ox. För att förhindra äktenskapet mellan Ox och Suzel planerar Schahoura att kidnappa Ox och skicka iväg honom till Kaukasus. Ox sjunger en serenad nedanför Suzels fönster, men varnas av Ygène om att han kommer bli avslöjad vid kyrkmässan samma natt och att Prascovia kommer befinna sig i folkmängden för att fira. Ox klär ut sig till en förnäm person. Lotché klagar över den nya tjänarinnan (Lisbeth) i von Tricasses hus, i själva verket är det Prascovia. Ox kommer in som "Grand Personnage" och charmeras av tjänarinnan. De sjunger en duett. Prascovia berättar för de falska zigenarna att Ox kan kännas igen på sin förklädnad, men den riktiga förnäma personen kommer plötsligt in och kidnappas omedelbart av hopen.
Folket i Quiquendonne anländer för att betrakta Oxs demonstration. Prascovia bestämmer sig för att lägga beslag på huvudnyckeln. Ox och Ygène börjar demonstrationen och himlen lyses upp av gasen. Folket börjar bete sig underligt och nya par bildas: Suzel och Ox, Niklausse närmar sig madame von Tricasse, monsieur von Tricasse försöker förföra Lotché, men hon tjusas i sin tur av Schahoura. Ygène faller för Prascovia och ger henne huvudnyckeln.

### Akt III
Från sitt torn kan Ox betrakta effekten som hans gas har. Prascovia kommer och jagar ned Ox. Väl nere på marken faller även Ox under gasens inverkan och säger att han älskar henne, varpå han ger henne kodordet till laboratoriet: "thesaurochrysonichochysidès". Då hon redan har nyckeln kan hon nu ta kontroll över laboratoriet.
Invånarna förfäras över att nu befinna sig i krig med grannstaden Virgamen. Ox försöker lugna ned stämningen och påminner soldaterna om att de nu är goda och fredliga medborgare. Nyckeln till gasen har kommit bort: Ygène har gett den till Prascovia, som gav den till Schahoura, som gav den till Lotché, som kastade den i brunnen. Men Ygène har blandat gaserna och plötsligt exploderar laboratoriet. Saker och ting blir som innan och alla går tillbaka till sina gamla partners. Trots att Ox misslyckades med sitt experiment har han nu återförenats med Prascovia. Han slutar med att konstatera att allt som hände i Quiquendone skulle kunna hända var som helst.